# Митякинка
Митя́кинка — река в Ростовской области России, левый приток Северского Донца (бассейн Дона).

## Описание
Длина реки — 65 км, площадь водосборного бассейна — 593 км².
Протекает по территории Тарасовского района, часть бассейна расположена территории Каменского района).
Река берёт начало к юго-востоку от посёлка Холмы. Вначале течёт на запад. К востоку от хутора Красновка поворачивает на юго-запад и течёт в этом направлении основную часть своего течения. У хутора Зеленовка принимает слева реку Алпатову. После того как справа принимает реку Дубовайчик — свой основной приток, поворачивает на юг. Впадает в реку Северский Донец с левой сторону к востоку от села Кружиловка (Украина).
Река имеет широкую симметричную долину. Водоносность реки невелика. По берегам выходы верхне-меловых отложений в виде белых стенок. На реке сооружены пруды.

### Притоки
(указано расстояние от устья)
- 13 км: река Алпатова (балка Алпатова, Плотина) — (л)
- Дубовайчик — (п)

### Населённые пункты
- пос. Холмы
- х. Верхний Митякин
- х. Нижнемитякин
- х. Чеботовка
- х. Зеленовка
- х. Логи
- х. Садки

## Этимология
Река получила своё название по имени основателя станицы Митякинской (основана в 1576 году), «Митяки» (уменьшительно-ласкательная форма от Дмитрий, также от этого имени произошли фамилии Митякин и Митяков), который якобы утонул в реке. Река была названа Митякинкой, а станица Митякинской. Станица меняла своё местоположение, и сейчас находится в 6 километрах от реки.